# Тагуатинга (Токантинс)

Тагуатинга на карте штата.

Тагуатинга (порт. Taguatinga) — муниципалитет в Бразилии, входит в штат Токантинс. Составная часть мезорегиона Восточный Токантинс. Входит в экономико-статистический микрорегион Дианополис. Население составляет  15 051 человек на 2010 год. Занимает площадь 2 437,399 км². Плотность населения — 6,18 чел./км².

## Демография
Согласно сведениям, собранным в ходе переписи 2010 г. Национальным институтом географии и статистики (IBGE), население муниципалитета составляет:
| Полное население                               | Полное население                               | Полное население                               | Полное население                               | 15 051 |
| ---------------------------------------------- | ---------------------------------------------- | ---------------------------------------------- | ---------------------------------------------- | ------ |
| в том числе:                                   | Городское население                            | 10 627                                         | Процент городского населения, %                | 70,61  |
|                                                | Сельское население                             | 4 424                                          | Процент сельского населения, %                 | 29,39  |
|                                                | Мужское население                              | 7 884                                          | Процент мужского населения, %                  | 52,38  |
|                                                | Женское население                              | 7 167                                          | Процент женского населения, %                  | 47,62  |
| Плотность населения, чел/км²                   | Плотность населения, чел/км²                   | Плотность населения, чел/км²                   | Плотность населения, чел/км²                   | 6,18   |
| Население муниципалитета в % к населению штата | Население муниципалитета в % к населению штата | Население муниципалитета в % к населению штата | Население муниципалитета в % к населению штата | 1,09   |

По данным оценки 2016 года население муниципалитета составляет 16 238 жителей.

## Статистика
- Валовой внутренний продукт на 2003 составляет 32.809.678,00 реалов (данные: Бразильский институт географии и статистики).
- Валовой внутренний продукт на душу населения на 2003 составляет 2.364,32 реалов (данные: Бразильский институт географии и статистики).
- Индекс развития человеческого потенциала на 2000 составляет 0,667 (данные: Программа развития ООН).

## Важнейшие населенные пункты
| № | Населённый пункт      | Населённый пункт (порт.) | Категория | Население чел. (2010) | На карте                        |
| - | --------------------- | ------------------------ | --------- | --------------------- | ------------------------------- |
| 1 | Тагуатинга            | Taguatinga               | город     | 10627                 | 12°24′09″ ю. ш. 46°25′56″ з. д. |
| 2 | Алтамира-ду-Токантинс | Altamira do Tocantins    | поселок   | 386                   | 12°09′14″ ю. ш. 46°27′09″ з. д. |
| 3 | Сан-Мигел             | São Miguel               | поселок   | 150                   | 12°24′15″ ю. ш. 46°43′41″ з. д. |